# مسجد کاخ باکو

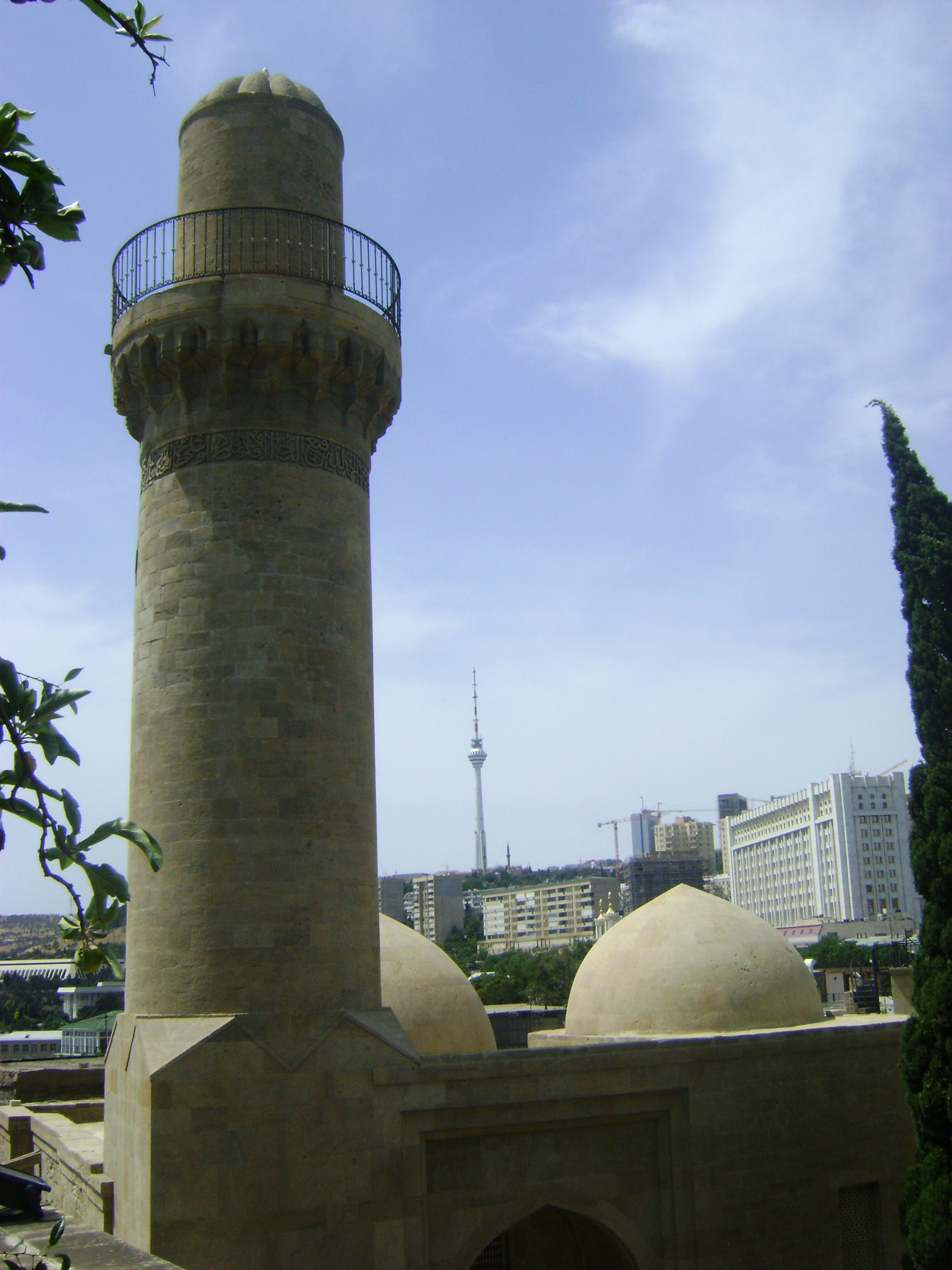

مسجد کاخ (به انگلیسی: Palace Mosque) یک مسجد در باکو پایتخت جمهوری آذربایجان است که در درون محوطه کاخ شروان‌شاهان واقع شده است. این مسجد میان سال‌های ۱۴۴۱-۱۴۴۲ میلادی ساخته شده است.